# 快庆
快庆（日语：／ Kaikei），约活动于公元12世纪前后，日本镰仓时代的佛教徒与艺术家，慶派佛師，擅常佛教艺术创作，作品图案细腻，极具有表现性。现存作品约二十余件。为后人研究这一时期的佛教艺术提供了参考材料。

## 關連項目
- 行快、榮快、長快
- 運慶
- 湛慶